# Torre de Fautea

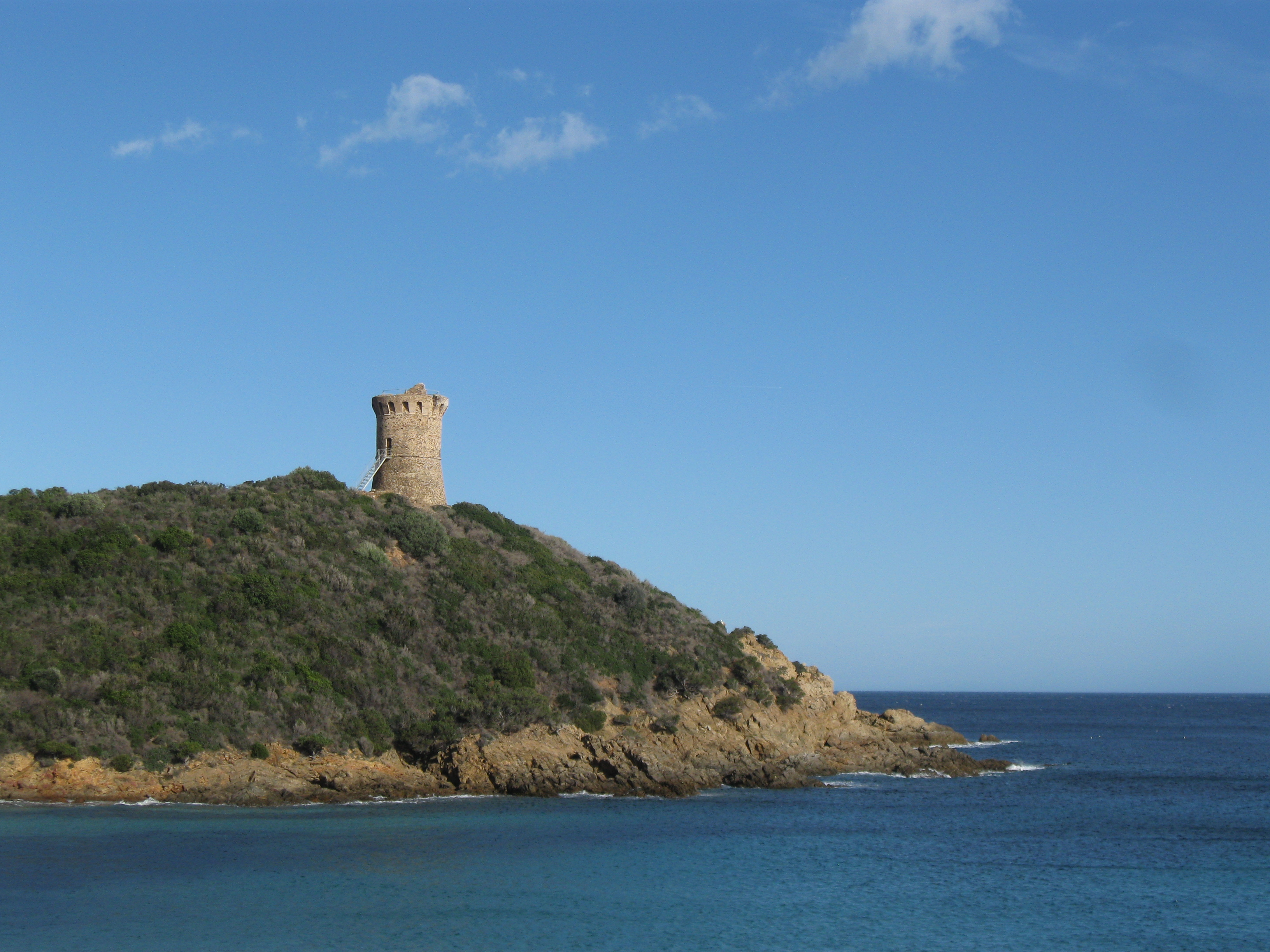
Torre de Fautea y entorno adyacente

La Torre de Fautea (En corso: Torra di Fautea) es una torre genovesa situada en la comuna de Zonza, en la costa este de la isla francesa de Córcega. La torre se encuentra a una altura de 32 metros en la Punta di Fautea.
La torre formaba parte de una serie de defensas costeras construidas por la República de Génova entre 1530 y 1620 para detener los ataques de los piratas berberiscos. Fue construida antes de 1601, fecha de un documento que registra un pago realizado a uno de los soldados encargados de custodiar la torre. Fue atacado e incendiado en 1650 por los turcos otomanos. Fue restaurado entre 1988 y 1991 y nuevamente entre 1994 y 1995. En 1992 fue catalogado como monumento histórico francés.
La torre es propiedad y está mantenida por la Collectivité Territoriale de Corse en un acuerdo con el Conservatoire du littoral, una agencia del gobierno francés. 